# تله‌تون رترو
تله‌تون رترو (به انگلیسی:Teletoon retro) یک شبکه تخصصی تلویزیونی مخصوص کودکان در کانادا و متعلق به شرکت کوروس انترتیمنت بود که در بلوک برنامه‌نویسی تله‌تون مستقر بود. این سرویس به پخش برنامه‌های تلویزیونی، انیمیشن‌های کلاسیک و همچنین برخی سریال‌های اکشن زنده اختصاص یافته‌است.